# Autostrada A4 (Luksemburg)
Autostrada A4 (luks. Autobunn A4, Escher Autobunn) – autostrada w Luksemburgu.
Autostrada łączy stolicę państwa, Luksemburg, z miastem Esch-sur-Alzette położonym w pobliżu granicy Francji. Przebiega przez południowo-zachodnią część kraju.

## Historia
Autostradę otwierano etapami, pierwszy odcinek już w końcówce lat 60., ostatni w I połowie lat 90.:
- 1969: Pontpierre – Lallingen
- 1972: Leudelange-Nord – Leudelange-Sud
- 1974: Merl – Leudelange-Nord
- 1976: Leudelange-Sud – Pontpierre
- 1988: Lallange – Lankelz
- 1992: Lankelz – Esch-sur-Alzette